# 圣孔巴-迪维拉里萨
圣孔巴-迪维拉里萨是葡萄牙布拉干萨区的一个堂区。总面积11.83平方公里，总人口473人，人口密度40人/平方公里。